# Championnat d'Andorre de football 1996-1997
Navigation
Saison précédente Saison suivante
La saison 1996-1997 de Divisió 1A est la deuxième édition de la première division andorrane.
Lors de celle-ci, le FC Encamp a tenté de conserver son titre de champion d'Andorre face au onze meilleurs clubs andorrans lors d'une série de matchs se déroulant sur toute l'année.
Les douze clubs participants au championnat ont été confrontés à deux reprises aux dix autres pour l'attribution du titre.
Le CE Principat a été sacré champion d'Andorre pour la première fois de son histoire.
Pour la première fois de l'histoire de la compétition, une place du championnat était qualificative pour les compétitions européennes.

## Qualifications en coupe d'Europe
À l'issue de la saison, le champion s'est qualifié pour le 1er tour de qualification de la Coupe UEFA 1997-1998.

## Les 12 clubs participants
| Club                      | Ville               |
| ------------------------- | ------------------- |
| FC Andorre Vétérans       | Andorre-la-Vieille  |
| FC Aldosa (lt)            | La Massana          |
| Deportivo La Massana      | La Massana          |
| FC Encamp                 | Encamp              |
| Sporting Club d'Engordany | Escaldes-Engordany  |
| Gimnàstic Valira (lt)     | Escaldes-Engordany  |
| Inter Club d'Escaldes     | Escaldes-Engordany  |
| UE Les Bons (lt)          | Encamp              |
| CE Principat              | Andorre-la-Vieille  |
| FC Santa Coloma           | Andorre-la-Vieille  |
| UE Sant Julià             | Sant Julià de Lòria |
| Spordany Juvenil (lt)     | Escaldes-Engordany  |

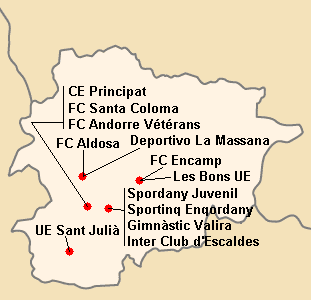
Localisation des clubs engagés dans le championnat.

En raison du peu de nombre de stades se trouvant sur le territoire d'Andorre, les matchs sont joués exclusivement à l'Estadi Nacional d'Aixovall d'une capacité de 1 500 places.

## Compétition

### Classement
Le classement est établi sur le barème de points classique (victoire à 3 points, match nul à 1, défaite à 0).
Pour départager les égalités, on tient d'abord compte de la différence de buts générale, puis du nombre de buts marqués, puis des confrontations directes et enfin si la qualification ou la relégation est en jeu, les deux équipes jouent une rencontre d'appui sur terrain neutre.
| Rang | Équipe                    | Pts | J  | G  | N | P  | Bp  | Bc  | Diff |
| ---- | ------------------------- | --- | -- | -- | - | -- | --- | --- | ---- |
| 1    | CE Principat T C          | 61  | 22 | 20 | 1 | 1  | 115 | 12  | +103 |
| 2    | FC Andorre Vétérans P     | 59  | 22 | 19 | 2 | 1  | 84  | 25  | +59  |
| 3    | FC Encamp                 | 41  | 22 | 12 | 5 | 5  | 66  | 25  | +41  |
| 4    | FC Santa Coloma           | 33  | 22 | 10 | 3 | 9  | 57  | 31  | +26  |
| 5    | FC Aldosa (lt)            | 33  | 22 | 10 | 3 | 9  | 34  | 37  | -3   |
| 6    | Sporting Club d'Engordany | 30  | 22 | 8  | 6 | 8  | 51  | 39  | +12  |
| 7    | UE Sant Julià             | 30  | 22 | 9  | 3 | 10 | 38  | 52  | -14  |
| 8    | Deportivo La Massana      | 25  | 22 | 6  | 7 | 9  | 32  | 43  | -11  |
| 9    | Inter Club d'Escaldes     | 25  | 22 | 7  | 4 | 11 | 31  | 48  | -17  |
| 10   | UE Les Bons (lt) P        | 22  | 22 | 6  | 4 | 12 | 37  | 66  | -29  |
| 11   | Gimnàstic Valira (lt) P   | 16  | 22 | 4  | 4 | 14 | 31  | 84  | -53  |
| 12   | Spordany Juvenil (lt)     | 0   | 22 | 0  | 0 | 22 | 23  | 137 | -114 |

| Légende : Qualifications et relégations | Légende : Qualifications et relégations                                                           |
| --------------------------------------- | ------------------------------------------------------------------------------------------------- |
|                                         | Coupe UEFA 1997-1998 (1er Tour de qualification)                                                  |
|                                         | Relégation en Segona Divisió                                                                      |
|                                         | T : Tenant du titre 1995-1996 P : Promu en 1995-1996 C : Vainqueur de la Coupe de la Constitution |

### Matchs
| Résultats (▼dom., ►ext.)                                   | And | Ald  | Dep | Enc | Eng | Gim  | Int | Bon | Pri | FCSC | UESJ | Spo  |
| FC Andorre Vétérans                                        |     | 0-0  | 2-0 | 1-1 | 2-0 | 2-1  | 3-1 | 5-0 | 3-1 | 4-1  | 5-1  | 10-1 |
| FC Aldosa (lt)                                             | 0-5 |      | 3-3 | 0-3 | 1-1 | 1-0  | 1-0 | 3-0 | 0-5 | 0-3  | 1-0  | 5-1  |
| Deportivo La Massana                                       | 1-2 | 1-5  |     | 0-4 | 3-0 | 4-1  | 0-1 | 3-0 | 1-2 | 2-2  | 1-1  | 4-3  |
| FC Encamp                                                  | 1-1 | 3-0  | 2-0 |     | 3-0 | 4-0  | 0-1 | 2-2 | 1-1 | 0-1  | 7-2  | 8-0  |
| Sporting Club d'Engordany                                  | 1-5 | 1-1  | 5-1 | 2-3 |     | 0-2  | 0-0 | 6-3 | 1-5 | 2-5  | 2-2  | 10-0 |
| Gimnàstic Valira (lt)                                      | 0-9 | 1-8  | 0-3 | 1-9 | 1-6 |      | 0-0 | 4-1 | 0-9 | 1-6  | 1-1  | 10-0 |
| Inter Club d'Escaldes                                      | 0-4 | 3-4  | 1-1 | 1-6 | 0-4 | 5-1  |     | 2-1 | 0-4 | 2-0  | 0-1  | 2-1  |
| UE Les Bons (lt)                                           | 1-8 | 3-1  | 4-1 | 2-6 | 2-0 | 1-1  | 2-2 |     | 1-8 | 0-5  | 0-3  | 6-0  |
| CE Principat                                               | 6-1 | 7-0  | 5-0 | 3-0 | 2-0 | 8-1  | 6-2 | 9-0 |     | 1-0  | 7-1  | 12-0 |
| FC Santa Coloma                                            | 0-1 | 2-1  | 0-2 | 0-1 | 3-1 | 11-0 | 1-1 | 3-1 | 0-1 |      | 0-2  | 5-2  |
| UE Sant Julià                                              | 0-5 | 2-0  | 2-1 | 0-2 | 0-2 | 3-0  | 4-2 | 2-1 | 0-5 | 0-3  |      | 4-1  |
| Spordany Juvenil (lt)                                      | 0-8 | 1-10 | 2-6 | 1-6 | 1-4 | 1-4  | 2-3 | 3-4 | 0-8 | 0-5  | 2-7  |      |
| - Victoire à domicile - Match nul - Victoire à l'extérieur |     |      |     |     |     |      |     |     |     |      |      |      |

## Bilan de la saison
| Tableau d'Honneur        |              |
| Compétition              | Vainqueur    |
| Divisió 1A               | CE Principat |
| Coupe de la Constitution | CE Principat |

| Qualifications européennes 1997-1998 |              |
| Coupe UEFA                           | Qualifiés    |
| Tour de qualification                | CE Principat |

| Promotions et relégations  |                                                       |
| Relégués en Segona Divisió | FC Aldosa (lt) UE Les Bons (lt) Spordany Juvenil (lt) |
| Promus de Segona Divisió   | CE Benito Joiries Aurum (lt)                          |